# Adhémar z Le Puy
Adhémar z Le Puy († 1. srpna 1098 v Antiochii) byl biskup z Le Puy-en-Velay a zvolený církevní vůdce první křížové výpravy.

## Život
Na Clermontském koncilu v roce 1095 ukázal Adhémar tak velké nadšení pro myšlenku první křížové výpravy, že ho papež Urban II. ustanovil papežským zplnomocněncem (legátem), který byl zodpovědný za řízení celé výpravy. Zatímco se Raimund IV. z Toulouse a další aristokraté hašteřili o vůdcovství, byl Adhémar v Urbanových očích skutečným velitelem celé akce, protože celou výpravu posuzoval jako církevní záležitost.
Adhémar vyjednával v Konstantinopoli s byzantským císařem Alexiem I. Komnenem a byl z velké části odpovědný za úspěšné obléhání Antiochie. Po dobytí města v červnu roku 1098 a po navazujících bojích s mosulským atabegem Kerbogou zorganizoval Adhémar procesí v ulicích města a nechal zablokovat bránu, takže křižáci, kteří se zde ocitli, nemohli opustit město. Byl také skeptický k objevu Petra Bartoloměje, Kopí osudu. Věděl, že podobné relikvie byly v Konstantinopoli v minulosti už uctívány. Přesto byl ochotný nechat celou armádu věřit, že je kopí pravé, obzvlášť pro zvýšení morálky vojáků.
Když byl Kerboga poražen, uspořádal Adhémar koncil ve kterém ukončil debaty o vedení výpravy. Nicméně zemřel již 1. srpna roku 1098, zřejmě na tyfus[nepřesný odkaz]. Po jeho smrti spory mezi vysokou šlechtou postoupily ještě dál a další pochod směrem k Jeruzalému se z tohoto důvodu zpozdil o celý měsíc.
Pro nižší opěšalé vojáky zůstával Adhémar i po své smrti vůdcem. Někteří dokonce tvrdili, že zahlédli jeho ducha při obléhání Jeruzaléma v roce 1099. Duch jim údajně dal pokyn uspořádat průvod kolem jeruzalémských zdí. Průvod se opravdu uskutečnil a Jeruzalém byl dobyt křižáckými vojsky.
Když se papež Urban v roce 1098 dozvěděl o Adhémarově smrti, jmenoval po dobytí Jeruzaléma křižáky, jeho nástupcem arcibiskupa Daimberta z Pisy.